# Imposto sobre consumo específico

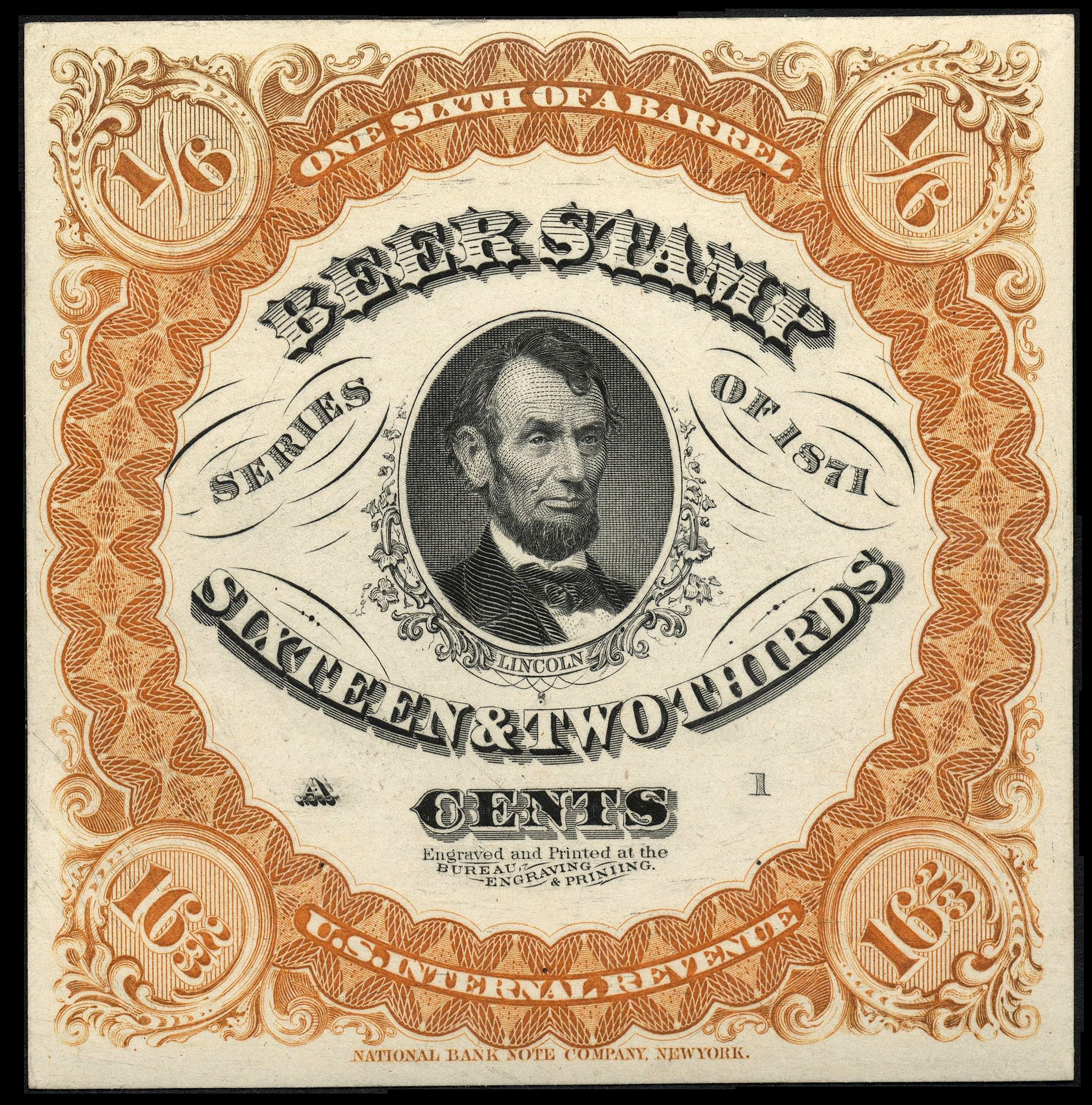
Selo fiscal dos Estados Unidos de 1871 para 1/6 de barril de cerveja. Os fabricantes de cerveja recebiam as folhas de selos, cortavam-nas em selos individuais, cancelavam-nas e colavam-nas sobre a rolha do barril de cerveja, de modo a que, quando o barril fosse batido, o selo era destruído.

Um imposto sobre consumos específicos ou imposto especial de consumo é um imposto sobre produtos manufacturados que é normalmente cobrado no momento do fabrico para consumo interno e não no momento da venda. Trata-se, portanto, de uma taxa que deve ser paga para consumir determinados produtos. Os impostos de consumos especiais estão muitas vezes associados aos direitos aduaneiros, que são cobrados sobre mercadorias pré-existentes quando estas atravessam uma fronteira designada numa direção específica; os direitos aduaneiros são cobrados sobre mercadorias que se tornam bens tributáveis na fronteira, enquanto os impostos especiais de consumo são cobrados sobre mercadorias que surgiram no interior.
Um imposto especial de consumo é considerado um imposto indireto, o que significa que o produtor ou vendedor que paga a taxa ao governo deverá tentar recuperar o seu prejuízo aumentando o preço pago pelo eventual comprador dos produtos. O imposto sobre consumo específico é, portanto, um imposto que incide sobre uma quantidade e não sobre um valor, ao contrário do imposto sobre o valor acrescentado, que incide sobre o valor de um bem ou serviço. Os impostos de consumos específicos são normalmente aplicados em complemento de um imposto indireto, como o imposto sobre vendas ou o imposto sobre valor acrescentado (IVA). Normalmente, um imposto de consumo específico distingue-se de um imposto sobre as vendas ou de um IVA de três formas:
1. um imposto de consumo especial é normalmente um imposto por unidade, que custa um montante específico por um volume ou unidade do produto comprado, enquanto um imposto sobre as vendas ou um imposto sobre o valor acrescentado é um imposto ad valorem e proporcional ao preço dos produtos,
2. um imposto de consumo especial aplica-se normalmente a uma gama restrita de produtos, e
3. um imposto de consumo especial é normalmente mais pesado, representando uma fração mais elevada do preço de retalho dos produtos visados.

Exemplos típicos de impostos especiais de consumo são os impostos sobre álcool e as bebidas alcoólicas; o imposto sobre o álcool, por exemplo, pode consistir numa taxa de n euros por hectolitro de álcool vendido; o tabaco manufaturado (charutos, cigarros, etc.), os produtos energéticos (petróleo, gás, etc.), os veículos ou os chamados produtos de "luxo". O objetivo do legislador é desencorajar o consumo de produtos que considera terem uma externalidade negativa (às vezes designado como imposto do pecado).
Mais recentemente, foram introduzidos impostos de consumos especiais sobre certos meios de transporte considerados poluentes (como o transporte aéreo) ou sobre o consumo de produtos que geram resíduos poluentes, pouco ou nada reciclados ou prejudiciais para o ambiente (como os produtos eletrônicos, certas embalagens de plástico, etc.).
Estas são as fontes de receitas mais antigas dos governos de todo o mundo. Em 2020, os impostos sobre o consumo representaram, em média, 30% do total das receitas fiscais nos países da OCDE, o que equivale a 9,9% do PIB desses países.

## História e fundamentação
O termo "excise" existe em inglês desde o final do século XV e foi emprestado do neerlandês médio echijns e excijs, que significa "imposto especial sobre o consumo de vinho ou cerveja", que aparentemente foi alterado do anterior (século XIII) assise, assijs, que significava simplesmente um imposto sobre o consumo e está relacionado com o latim medieval accisia, assisia, assisa "imposto, imposto especial sobre o consumo". A derivação exata não é clara e presume-se que provenha de várias raízes.
O termo foi introduzido em Inglaterra a partir dos Países Baixos em meados do século XVII, sob o regime puritano, como um imposto, um imposto de consumo especial, cobrado sobre as bebidas em 1650. Nas Ilhas Britânicas, com a Restauração da Monarquia, muitas das restrições sociais puritanas foram anuladas, mas o imposto especial de consumo foi reintroduzido, ao abrigo da Tenures Abolition Act 1660, em vez de uma renda, para os arrendamentos de terras pertencentes à realeza que ainda não se tinham tornado propriedade social. Embora os arrendamentos afetados fossem em número limitado, o imposto de consumo especial foi cobrado de forma mais geral; na altura, pensava-se que havia uma correspondência aproximada entre os ricos fabricantes dos bens afetados e os ricos arrendatários de terras reais.
Os impostos de consumos especiais ou outros impostos continuaram servindo objetivos políticos e financeiros. A segurança e a saúde públicas, a moral pública, a proteção do ambiente e a defesa nacional são razões que justificam a imposição de um imposto especial de consumo. Em defesa dos impostos sobre o consumos específicos de bebidas fortes, Adam Smith escreveu: "Há já algum tempo que a política da Grã-Bretanha consiste em desencorajar o consumo de bebidas espirituosas, devido à sua suposta tendência para arruinar a saúde e corromper a moral do povo comum." Samuel Johnson foi menos lisonjeiro no seu dicionário de 1755:
EXCI'SE. s.f. ... Um imposto odioso cobrado sobre mercadorias e julgado não pelos juízes comuns da propriedade, mas por desgraçados contratados por aqueles a quem o imposto de consumo específico é pago.
Como fator de dissuasão, o imposto de consumo específico é normalmente dirigido a três grandes categorias de danos:
- riscos para a saúde decorrentes do consumo abusivo de substâncias tóxicas (o que faz dele uma espécie de imposto suntuário); normalmente, isto inclui o tabaco e o álcool
- danos ambientais (atuando, assim, como um imposto ecológico); normalmente, isto inclui os combustíveis fósseis (como a gasolina)
- atividades socialmente prejudiciais/moralmente censuráveis (o que faz dele uma espécie de imposto sobre o vício ou imposto do pecado); normalmente, isto inclui o jogo e pode incluir a prostituição (incluindo o aliciamento e o lenocínio) em locais onde é legal

As receitas obtidas através dos impostos de consumos específicos podem ser afetadas à correção de custos sociais específicos normalmente associados ao produto ou serviço sobre o qual incidem. As receitas do imposto sobre tabaco, por exemplo, podem ser gastas em campanhas governamentais anti-tabaco, ou em cuidados de saúde para o câncer, doenças cardíacas, doenças vasculares, doenças pulmonares, etc.
Em alguns países, os impostos de consumos específicos também são cobrados sobre alguns produtos por razões puramente punitivas. Muitos Estados americanos impõem impostos de consumo específico sobre substâncias ilegais; estes Estados não os consideram uma fonte de receitas, mas sim um meio de impor um maior nível de punição, expondo os criminosos condenados à acusação de evasão fiscal.

## Fundamentos teóricos sobre tributação específica
A análise econômica dos impostos sobre consumo teve seu início com Atkinson e Stiglitz, em 1976, afirmando que, se o imposto de renda fosse ótimo, não haveria necessidade de impostos de consumos específicos. Mas, "se a tributação da renda não for ótima, os impostos de consumos específicos têm um papel a desempenhar, pois são fontes de receita relativamente eficientes, melhoram a alocação de recursos ao internalizar os custos externos associados ao consumo ou à produção de produtos sujeitos a impostos de consumo específico, desestimulam o consumo de produtos considerados nocivos, servem como um substituto para cobrar dos usuários da estrada o custo dos serviços prestados pelo governo ou promovem a progressividade na tributação". É assim que Sijbren Cnossen apresenta cinco razões principais para o uso de impostos  sobre consumo específico:
1. Aspectos de eficiência na arrecadação de receitas. Isso se baseia no argumento clássico da "regra de Ramsey". Isso significa que, em certos casos, é ideal diferenciar as alíquotas de impostos sobre o consumo de acordo com a elasticidade de preço de cada bem ou serviço tributado.
2. Questões de correção de externalidade. Essas são sobretaxas para o custo que os consumidores ou produtores de determinados bens impõem à sociedade como um todo, mas que não se reflete no preço. Em outras palavras, há uma externalidade negativa e, portanto, deve haver um imposto específico que tente corrigi-la. Do ponto de vista econômico, significa que "o custo marginal da ação de um consumidor ou produtor individual é menor do que o custo marginal de sua ação para a sociedade e, como resultado, o indivíduo se envolve em uma atividade maior do que a socialmente ideal".[6] Tem sua base na teoria de Pigou, um imposto pigouviano é um método que tenta internalizar as externalidades negativas para atingir o equilíbrio de Nash e a eficiência ideal de Pareto. O imposto é normalmente definido pelo governo para corrigir um resultado de mercado indesejável ou ineficiente e o faz sendo definido como igual ao custo marginal externo das externalidades negativas.
3. Falhas de informação e argumentos de correção de internalidade. Isso se refere ao fato de que a falta de informação ou educação sobre o consumo de determinados produtos nocivos precisa ser corrigida pela intervenção do Estado por meio da implementação de impostos específicos. Esse é, por exemplo, o caso do álcool, do tabaco ou dos produtos açucarados. Devido aos danos que eles causam à saúde e às doenças que geram nas pessoas, decide-se tributá-los especificamente.
4. Recursos de cobrança de benefícios. Isso se refere a impostos específicos derivados do uso de infraestruturas públicas para cobrir os custos de sua construção e manutenção. O exemplo mais claro é o das estradas, onde encontramos o consumo da infraestrutura rodoviária, os custos ambientais de seu uso, os custos de congestionamento referentes ao custo do tempo adicional imposto aos motoristas e os custos de acidentes. Isso será financiado por impostos específicos, como licenciamento de veículos, imposto rodoviário, impostos sobre combustíveis, etc.
5. Aspectos que aumentam a progressividade. Os impostos sobre consumos consumos sobre produtos de alto valor, ou seja, bens de luxo, estão incluídos. Dessa forma, o consumo de determinados produtos que só estão ao alcance de altas rendas é tributado, reforçando assim um sistema de imposto progressivo baseado em seu consumo.

## Alvos de tributação

### Tabaco, álcool e gasolina
Artigos principais: Imposto sobre o tabaco, imposto sobre o álcool e imposto sobre o combustível
Esses são os três principais alvos da tributação sobre o consumo na maioria dos países do mundo. São itens cotidianos de uso em massa (até mesmo, sem dúvida, de "necessidade") que geram uma receita significativa para os governos. O tabaco e o álcool são considerados drogas legais, que são a causa de muitas doenças (por exemplo, câncer de pulmão e cirrose hepática) e são usados por grande parte da população, sendo ambos amplamente reconhecidos como viciantes. A gasolina, assim como o diesel e alguns outros combustíveis, por sua vez, são tributados pelo imposto de consumo, principalmente porque poluem o meio ambiente e para arrecadar fundos para apoiar a infraestrutura de transporte. O aumento da receita depende de uma baixa capacidade de resposta do consumo (elasticidade) às mudanças de preço induzidas pelo imposto, e a prevenção de externalidades depende da capacidade de resposta de preços de usuários específicos.

### Cannabis
Após a legalização da cannabis não medicinal nos Estados Unidos, os estados com mercados legais implementados impuseram novos impostos sobre as vendas de produtos de cannabis. Esses impostos foram usados para criar apoio às iniciativas de legalização, aumentando a receita para fins de gastos gerais.

### Narcóticos
Alguns estados dos Estados Unidos tributam transações envolvendo drogas ilegais.

### Jogos de azar
As licenças de jogos de azar estão sujeitas a impostos de consumo específico em muitos países atualmente. Na Inglaterra do século XVIII e, por um breve período, na América do Norte Britânica, os jogos de azar também estiveram, por um tempo, sujeitos à tributação, na forma de imposto de selo, em que um selo de receita tinha de ser colocado no ás de espadas em cada baralho de cartas para demonstrar que o imposto havia sido pago (daí os desenhos elaborados que evoluíram nessa carta em muitos baralhos como resultado). Como o imposto de selo foi originalmente destinado a ser aplicado somente a documentos (e as cartas foram categorizadas como tal), o fato de que os dados também estavam sujeitos ao imposto de selo (e eram, na verdade, o único item que não era papel listado na Lei do Selo de 1765) sugere que sua aplicação a cartas e dados pode ser vista como um tipo de imposto sobre jogos de azar.
Os lucros das casas de apostas estão sujeitos ao General Betting Duty (imposto geral sobre apostas) no Reino Unido.

### Prostituição
A prostituição foi proposta para ser tributada por impostos especiais de consumo em projetos de lei separados no Parlamento canadense (2005) e na Legislatura de Nevada (2009) - redação proposta:
- "5.5 Implementação de um imposto de consumo sobre a prostituição, o bordel é tributado e repassado." (Canadá);[10]
- "Um imposto de consumo específico é imposto a cada cliente que usa os serviços de prostituição de uma prostituta no valor de US$ 5 por cada dia do calendário ou parte dele em que o cliente usa os serviços de prostituição dessa prostituta." (Nevada).[11]

### Produtos não saudáveis
Os impostos de consumo específico sobre produtos não saudáveis incluem impostos específicos sobre produtos alimentícios ricos em calorias e pobres em nutrientes que são prejudiciais à saúde. Assim como os impostos ambientais, eles não se destinam a aumentar a receita, mas a modificar o comportamento do consumidor em relação ao consumo de produtos alimentícios saudáveis para a saúde humana. Isso inclui a tributação de produtos específicos, como fast food ou bebidas com alto teor de açúcar. Por exemplo, a Organização Mundial da Saúde indicou que o imposto sobre bebidas açucaradas teria de ser de pelo menos 20% para que essa medida tivesse um impacto real sobre a obesidade e as doenças cardiovasculares. Entre os países que já têm impostos específicos sobre bebidas açucaradas estão Noruega, Hungria, Finlândia e França. A introdução desses impostos específicos sobre produtos não saudáveis não só tem um impacto de curto prazo em termos de redução do consumo, mas considera-se que, a longo prazo, também terá efeitos positivos sobre o estado de bem-estar dos países com saúde pública. Em outras palavras, se a sociedade melhorar seus hábitos de consumo, ela será mais saudável no futuro e as doenças resultantes do consumo de produtos não saudáveis serão evitadas. Isso reduzirá a necessidade de serviços médicos, que são financiados pelo Estado e, portanto, significam custos de saúde mais baixos para os governos.

### Outros tipos

#### Sal, papel e café
Um dos impostos mais notórios de toda a história foi a gabelle de sal da França. Embora esse fosse um imposto sobre vendas, e não um imposto seletivo, o sal estava sujeito a impostos seletivos em alguns países, juntamente com muitas outras substâncias que, no mundo de hoje, pareceriam bastante incomuns, como papel e café. De fato, o sal era tributado desde o século II e até o século XX.
Muitos motivos diferentes foram apresentados para a tributação de tais substâncias, mas geralmente - se não explicitamente - giravam em torno da escassez histórica da substância e de seu valor correspondentemente alto na época; os governos claramente se sentiam no direito de participar dos lucros que os comerciantes obtinham com elas.

#### Imposto sobre janelas e impostos relacionados
O imposto sobre janelas foi introduzido como uma forma de imposto de renda que, tecnicamente, preservava a privacidade financeira do indivíduo, com a justificativa de que indivíduos mais ricos teriam casas maiores e, portanto, teriam mais janelas. Além disso, ao contrário da renda, as janelas não podem ser facilmente ocultadas. Os impostos baseados no mesmo princípio incluem o imposto sobre lareira, o imposto sobre tijolo e o imposto sobre papel de parede. O imposto sobre consumo específico é cobrado no ponto de fabricação; no caso do imposto sobre lareira e do imposto sobre janela, seu status como imposto de consumo específico depende, portanto, de se poder dizer filosoficamente que a janela/lareira existe de fato antes de a lareira/janela ser instalada na propriedade. Embora tecnicamente sejam impostos sobre consumo específico, esses impostos são, na verdade, apenas substitutos dos impostos diretos, em vez de serem cobrados pelas razões usuais dos impostos sobre consumo especifico.
Todos esses impostos levaram a um comportamento de evasão que teve um impacto substancial na sociedade e na arquitetura. As pessoas deliberadamente colocavam tijolos nas janelas para evitar o imposto sobre janelas, usavam tijolos muito maiores para reduzir a responsabilidade pelo imposto sobre tijolos ou compravam papel comum e o preenchiam mais tarde para evitar o imposto sobre papel de parede. Algumas pessoas pobres até mesmo se forçavam a viver em quartos frios e escuros para evitar o pagamento desses impostos. Em contrapartida, indivíduos extremamente ricos às vezes se desfaziam de sua capacidade de pagar o imposto, como uma forma de exibir sua riqueza, inundando suas propriedades com janelas - até mesmo ao ponto de instalar janelas falsas -, usando tijolos finos, cobrindo seus interiores com papel de parede e tendo várias lareiras em cada cômodo.

#### Jornais e publicidade
Os jornais foram tributados no Reino Unido de 1712 a 1853. O imposto original foi aumentado com a Lei dos Selos de 1814, quando foi estipulado em 4d por exemplar. Como isso tornava o jornal extremamente caro para as famílias da classe trabalhadora (dobrando o preço de um jornal), ele era chamado pejorativamente de "imposto sobre conhecimento", e as pessoas eram forçadas a alugar jornais por hora ou a juntar dinheiro para comprar e compartilhar. Isso resultou em uma situação em que até mesmo os jornais desatualizados eram muito procurados.
A taxa de publicidade também foi estipulada nas mesmas leis e também era cobrada "por unidade", independentemente do tamanho ou da natureza do anúncio. Até 1833, o custo era de 3s 6d, depois disso foi reduzido para 1s 6d.

## Maquinário de implementação

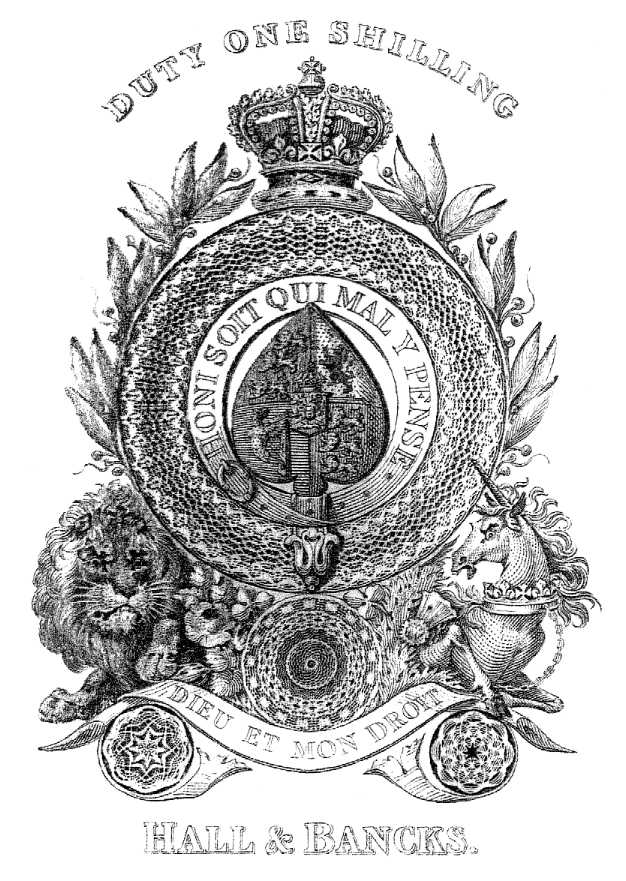
"Old Frizzle" de 1828

Um imposto sobre consumo é geralmente aplicado por meio da aposição de selos de receita nos produtos que estão sendo vendidos. No caso do tabaco ou do álcool, por exemplo, os produtores podem receber (ou ser obrigados a comprar) uma determinada quantidade de selos fiscais do governo e são obrigados a afixar um em cada maço de cigarros ou garrafa de bebida alcoólica produzida.
Um dos exemplos mais notáveis disso é o desenvolvimento do Ás de Espadas como uma carta particularmente elaborada, desde a época em que era obrigado a carregar o selo do imposto sobre cartas de baralho.
Um monopólio de propriedade do governo, como o monopólio do álcool, é outro método de garantir que o imposto sobre consumo específico seja pago.

## Ao redor do mundo

### Alemanha
Os impostos de consumo específicos na Alemanha são uma importante fonte de receita do governo. Eles são cobrados sobre uma variedade de produtos e servem para melhorar a saúde pública, promover a proteção ambiental e financiar programas sociais. As alíquotas desses impostos são frequentemente ajustadas para garantir que estejam atingindo seus objetivos. Na Alemanha, são cobrados os seguintes impostos de consumo específicos:
- energia:
  - gasolina: €0,6545 /l (c. €0,073 /kWh)
  - diesel: €0,4704 /l (c. €0,047 /kWh)
  - GLP: €0,166 /kg (c. €0,0896 /l ou €0,0129 /kWh)
  - GNV: €0,1803 /kg (c. €0,0139 /kWh)
  - óleo para aquecimento: €0,13 /kg (c. €0. 0119 /kWh)
- eletricidade:
  - padrão: €0,0205 /kWh
  - para trens, bondes, etc.: €0,01142 /kWh
- combustível nuclear:
  - €145 /g
- produtos intermediários na produção de bebidas alcoólicas:
  - padrão: €1,53 /l
  - conteúdo alcoólico < 15%: €1. 02 /l
  - produtos intermediários na produção de champanhe: €1,36 /l
- tabaco:
  - cigarros: €0,0982 /cigarro + 21,69% do preço de varejo
  - tabaco para cachimbo: €15,66 /kg + 13,13% do preço bruto
  - charutos: €0,014 /cigarro + 1. 47% do preço bruto
- café:
  - torrado: €2,19 /kg
  - instantâneo: €4,78 /kg
- cerveja: c. €0,094 /l, depende do tipo de cerveja
- destilados
- champanhe:
  - teor alcoólico < 6%: €0,51 /l
  - teor alcoólico >= 6%: €1,36 /l
- alcopops: €0,0555 /l álcool puro

### Austrália

Receita do governo geral, em % do PIB, proveniente de impostos. Para esses dados, a variação do PIB per capita com paridade de poder de compra (PPP) é explicada em 2% pela receita tributária.

O Australian Taxation Office descreve um imposto sobre consumo específico como "um imposto cobrado sobre determinados tipos de produtos produzidos ou fabricados na Austrália. Esses... incluem álcool, tabaco, petróleo e combustíveis alternativos".
Na Austrália, o significado de "imposto sobre consumo específico" não é meramente acadêmico, mas tem sido objeto de vários processos judiciais. A Suprema Corte da Austrália tem afirmado repetidamente que um imposto pode ser um "imposto sobre consumo específico", independentemente de os produtos tributados serem de origem nacional ou estrangeira; mais recentemente, em Ha v New South Wales (1997), a maioria da Corte endossou a opinião de que um imposto sobre consumo específico é "um imposto interno sobre uma etapa da produção, fabricação, venda ou distribuição de produtos", e adotou uma visão ampla do tipo de "etapa" que, se sujeita a um imposto, tornaria o imposto um imposto sobre consumo específico

### Canadá
Os impostos de consumo específicos no Canadá são uma importante fonte de receita para os governos federal e provincial. Eles são usados para aumentar a receita e desencorajar os cidadãos canadenses a usar ou consumir produtos nocivos, como álcool ou tabaco. Os impostos sobre consumo no Canadá remontam ao século XVII, quando o governo colonial francês impôs um imposto sobre o comércio de peles para arrecadar receita para a construção de infraestrutura. Posteriormente, os colonialistas britânicos acrescentaram impostos sobre o tabaco, o álcool, o açúcar e o chá. Atualmente, os tipos de impostos impostos pelo governo federal variam, mas os mais notáveis podem ser divididos nestas três categorias:
- Imposto sobre álcool: Há um imposto sobre o consumo de cerveja (US$ 37,01 por hectolitro), vinho (US$ 0,731 por litro) e destilados (US$ 13,864 por litro de álcool etílico absoluto)
- Imposto sobre tabaco: O imposto federal sobre o consumo de cigarros é de US$ 0,79162 por 5 cigarros. Também há impostos sobre o consumo de tabaco em palitos ou charutos e até mesmo de maconha, que é legalizada no Canadá.
- Imposto sobre combustível: Há um imposto sobre determinados produtos derivados do petróleo, veículos com baixo consumo de combustível ou até mesmo aparelhos de ar condicionado. O imposto mais importante para combustíveis como o diesel (US$ 0,04 por litro), a gasolina sem chumbo (US$ 0,10) ou o combustível de aviação (US$ 0,04)[23]

Entretanto, há pequenos ajustes nesses impostos de consumo específico que variam de província para província.

### China
Na China, o imposto sobre o consumo específico é cobrado tanto na produção quanto na venda de determinados produtos ou serviços. Os impostos sobre o consumo específico estão presentes na China desde as dinastias Ming e Qing, mas eram impostos somente sobre produtos como chá ou seda, que eram considerados bens de luxo. Na China moderna, isso foi amplamente ampliado para impostos sobre o consumo específico de álcool, tabaco, petróleo ou telecomunicações. Exemplos de impostos de consumo específico na China seriam:
- Imposto sobre álcool: Os impostos sobre álcool variam de acordo com o tipo de álcool e seu teor alcoólico.
- Imposto sobre combustíveis: na China, o imposto sobre combustíveis difere para cada tipo de combustível. Por exemplo, o imposto de consumo sobre a gasolina é de 1,52 yuan por litro e sobre o diesel é de 1,2 yuan por litro.
- Imposto sobre o tabaco: O imposto sobre o tabaco é, na verdade, um imposto ad valorem, o que significa que ele se baseia no preço de varejo do item e não na quantidade. Por exemplo, o imposto sobre cigarros varia de 5 a 56%, dependendo do tipo de cigarro. Além disso, há também um imposto de IVA sobre os cigarros (13%). Isso pode ser explicado pelos esforços do governo chinês para reduzir o tabagismo e aumentar a saúde pública.[24]

Há muitos outros produtos sujeitos a impostos sobre consumo específico, como carros, outros veículos automotores e produtos de luxo. Os impostos sobre consumo específico em geral têm sido muito criticados por serem regressivos (desproporcionais aos cidadãos de baixa renda), de modo que o governo tem tomado medidas para melhorar a situação, como o aumento dos impostos sobre carros de luxo.

### Estados Unidos
Nos Estados Unidos, o termo "imposto sobre consumo específico" tem pelo menos dois significados: (A) qualquer imposto que não seja um imposto sobre propriedade ou capitação (ou seja, um imposto sobre consumo é um imposto indireto no sentido da lei constitucional) ou (B) um imposto que é simplesmente chamado de imposto sobre consumo na linguagem do estatuto que impõe esse imposto (um imposto sobre consumo no sentido da lei estatutária, às vezes chamado de "imposto sobre consumo diverso"). Um imposto sobre consumo específico de acordo com a definição (A) não é necessariamente o mesmo que um imposto sobre consumo específico de acordo com a definição (B).
Um imposto sobre consumo específico (de acordo com a definição B) foi definido como "um imposto sobre fabricação, venda ou licença ou alvará comercial, diferente de um imposto sobre propriedade imobiliária, renda ou patrimônio".
Tanto o governo federal quanto o estadual cobram impostos sobre consumo específico sobre mercadorias como álcool, combustível para motores e produtos de tabaco. As leis do governo federal e de alguns governos estaduais impõem imposto sobre consumo específico conhecidos como imposto de renda. Embora os impostos federais sobre o consumo sejam geograficamente uniformes, os impostos estaduais sobre o consumo variam consideravelmente. A tributação constitui uma proporção substancial dos preços de varejo dos produtos de álcool e tabaco.
Os governos locais também podem impor um imposto sobre consumo específico. Por exemplo, a cidade de Anchorage, Alasca, cobra um imposto sobre cigarros de US$ 1,30 por maço, que se soma ao imposto federal sobre consumo e ao imposto estadual sobre consumo. Em 2011, o imposto federal sobre o consumo de gasolina nos Estados Unidos era de 18,4 centavos de dólar por galão (4,86 ¢/L) e 24,4 centavos de dólar por galão (6,45 ¢/L) para o diesel.

### França
Na França, o imposto de consumo doméstico sobre produtos energéticos (TICPE) e o imposto sobre tabaco e álcool são impostos sobre consumo. Eles são cobrados pela alfândega, assim como o imposto portuário em departamentos no exterior.
Na França, o transporte de álcool (ou tabaco e outros produtos sujeitos a esse imposto) que exceda uma quantidade relativamente pequena, mesmo por pessoas físicas para consumo próprio, está sujeito a esse imposto (também conhecido como "impostos de consumo específico"), por exemplo, para o transporte de álcool em barris (esse imposto pode ser cobrado ao cruzar uma fronteira, onde a quantidade de álcool acima de um determinado nível será paga às autoridades alfandegárias). É essa noção de um limite sobre a quantidade transportada (e não o uso real que será dado a ela) que torna possível presumir e diferenciar entre posse pessoal e uso comercial (e esse imposto deve ser pago antes do transporte, mesmo no caso de uma compra com nota fiscal em um grande varejista destinado a pessoas físicas). Poucas pessoas sabem disso, mas o veículo pode ser multado ou apreendido se o "selo de imposto" (representado pela cápsula de imposto conhecida como "CRD" ou "capsule représentative de droit") não for apresentado quando o veículo for inspecionado por um serviço alfandegário em qualquer lugar do país, não apenas nas fronteiras, ou mesmo se o veículo for encontrado sendo transportado por um serviço policial ou de gendarmaria durante qualquer inspeção ou relatório oficial em caso de infração de trânsito ou acidente, com ou sem culpa). É o motorista do veículo que deve justificar esse imposto no momento do transporte, ou a empresa que emprega o motorista se o veículo for usado para fins profissionais.
Impostos adicionais (semelhantes a impostos especiais de consumo) são cobrados na França:
- sobre bebidas destiladas com alto teor alcoólico (acima de 18 graus), bebidas mistas contendo mais de 1% de álcool ("pré-mistura") e sobre o tabaco, para o benefício direto dos fundos de seguro de saúde,
- sobre a água potável fornecida por operadores de concessões públicas (o imposto de consumo é então pago pelo operador à agência de bacia pública e/ou à autoridade local),
- sobre furos perfurados por particulares (poços de escavação, por exemplo) ou determinadas instalações que exigem autorização e monitoramento regular (como instalações privadas de tratamento de águas residuais), cujo monitoramento é de responsabilidade das agências de bacia para a preservação dos recursos de água potável, sendo que esses impostos são cobrados pelas autoridades fiscais antes da emissão da licença de construção,
- sobre o corte de árvores em áreas privadas de florestas protegidas (esse imposto pode ser compensado por programas de replantio), ou indiretamente pelas autoridades fiscais em nome de terceiros,
- sobre todos os produtos eletrônicos ou produtos que são difíceis de reprocessar devido à sua toxicidade ambiental e não degradabilidade (comumente conhecido como "ecotaxa"), em benefício de um fundo para financiar sua reciclagem e pesquisa nesse campo,
- sobre o transporte aéreo de passageiros, em benefício de um fundo de desenvolvimento internacional,
- sobre suportes de dados digitais ou analógicos que permitem a replicação (fitas magnéticas, discos rígidos, mídia de gravação física e todas as memórias não voláteis) para um fundo para artistas e produtores de mídia (publicação de música, filmes, livros, software) destinado a compensar o direito legal à cópia privada.

### Índia
Na Índia, quase todos os produtos estão sujeitos ao imposto sobre consumo específico, desde que as quatro condições a seguir sejam atendidas:
- Deve haver uma fabricação
- A fabricação deve ser feita na Índia (excluindo zonas econômicas especiais)
- A fabricação deve resultar em produtos
- Os produtos assim fabricados devem ser sujeitos a impostos de consumo específico (o que significa que os produtos devem ser especificados na Lei de Tarifas de Impostos Especiais de Consumo de 1985)

O imposto sobre consumo específico na Índia é imposto normalmente sobre a produção e a fabricação, e não sobre a venda de produtos e serviços. Isso significa que os impostos são pagos pelo fabricante, mas é o consumidor que, em última análise, arca com o ônus do imposto. A Índia também incorporou um sistema que permite que as empresas paguem esse imposto mensalmente usando o portal on-line ACES (Automation of Central Excise and Service Tax). Os impostos aqui são, em sua maioria, calculados como impostos ad valorem, embora haja alguns casos especiais em que são aplicadas taxas. Os primeiros impostos sobre consumo específico foram introduzidos durante a era colonial britânica em meados do século XIX para gerar receita por meio da tributação de produtos comerciais. Depois de conquistar a independência em 1947, ele passou por muitas mudanças e hoje está usando o sistema de imposto sobre bens e serviços (GST) introduzido em 2017. Os impostos sobre consumo na Índia podem ser divididos nas seguintes categorias principais:
- Basic Excise Duty (BED): Esse imposto é calculado como uma porcentagem do valor estimado das mercadorias e é cobrado sobre a produção na Índia.
- Additional Excise Duty (AED): Esse imposto também é calculado como uma porcentagem do valor avaliado e é cobrado sobre produtos como tabaco, pan masala ou água gaseificada.
- Special Excise Duty (SED): Esse imposto é cobrado sobre mercadorias como álcool, produtos derivados de petróleo ou tabaco e também é cobrado como uma porcentagem do valor da mercadoria.[29]

Há também mais algumas categorias, como imposto sobre serviços ou taxa de educação. Entretanto, muitos desses impostos foram incorporados ao imposto sobre bens e serviços.

### Indonésia
Na Indonésia, os produtos de tabaco (inclusive cigarros eletrônicos) e bebidas alcoólicas estão sujeitos a impostos sobre consumo específico. Bebidas adoçadas e sacolas plásticas estarão sujeitas a impostos  sobre consumo específico a partir de 2024.

### Japão
Os impostos sobre consumo específico no Japão são um tipo de imposto sobre o consumo que incide sobre determinados produtos e serviços no momento da compra. O principal objetivo dos impostos sobre consumo no Japão é desencorajar as pessoas a usar produtos nocivos ou comprar itens de luxo. O Japão vem implementando impostos especiais de consumo desde meados do século XIX, quando precisou de dinheiro para sua rápida modernização e crescimento. Por exemplo, um dos primeiros impostos sobre o tabaco foi imposto em 1898, o que ajudou a levantar fundos para a Guerra Russo-Japonesa. Atualmente, a maioria dos impostos sobre consumo no Japão foi substituída pelo imposto sobre o consumo. A alíquota do imposto sobre o consumo é de 10% desde 2019, mas é imposta a uma variedade de produtos e há exceções nas alíquotas para mercadorias como álcool, tabaco ou combustível.

### Reino Unido
Artigos principais: HM Excise, HM Customs and Excise e HM Revenue and Customs
No Reino Unido, as seguintes formas de impostos sobre consumo específico são cobradas sobre bens e serviços:
- Air Passenger Duty (Finance Act 1994)
- Aggregates Levy (Finance Act 2001)
- Alcohol duties (Beer Duty, Wine Duty, Cider Duty, Spirits Duty) (Alcoholic Liquor Duties Act 1979)
- Bingo Duty (Betting and Gaming Duties Act 1981)
- Climate Change Levy (Finance Act 2000)
- Gambling duties (General Betting Duty, Pool Betting Duty, Remote Gaming Duty) (Finance Act 2014)
- HGV Road User Levy (HGV Road User Levy Act 2013)
- Hydrocarbon Oil Duty (Hydrocarbon Oil Duties Act 1979)
- Landfill tax (Finance Act 1996)
- Machine Games Duty (Finance Act 2012) (anteriormente Amusement Machine Licence Duty)
- Tobacco Duty (Tobacco Products Duty Act 1979)
- Vehicle Excise Duty (Vehicle Excise and Registration Act 1994)

O imposto sobre consumo específico é um imposto indireto criado no Reino Unido durante a Primeira Revolução Inglesa, também conhecido como "imposto de selo", que tem sido aplicado a uma ampla gama de produtos, especialmente importações. Historicamente, era cobrado pelo Board of Excise, que posteriormente foi combinado com o Inland Revenue (responsável pela cobrança de impostos diretos). Tendo em vista a maior probabilidade de o crime organizado estar envolvido em tentativas de sonegação do imposto sobre consumo específico e sua associação com o contrabando, em comparação com tentativas de sonegação relativas à tributação direta, o Board of Excise foi posteriormente combinado com o Board of Customs, formando o HM Customs and Excise. Nessa forma combinada, o Customs and Excise era responsável por gerenciar a importação e a exportação de bens e serviços para o Reino Unido, e seus funcionários tinham mais poderes de acesso, prisão e apreensão do que a polícia.
Em 18 de abril de 2005, o Customs and Excise foi fundido novamente com o Inland Revenue para formar um novo departamento, o HM Revenue and Customs (HMRC). O enorme contraste entre os poderes dos funcionários da Inland Revenue e os da Alfândega e Impostos Especiais sobre o Consumo causou, inicialmente, várias dificuldades no início da vida da nova organização. Muitas das funções de monitoramento e inspeção, e os poderes correspondentes, foram posteriormente divididos para formar uma nova UK Border Agency, enquanto a organização residual agora é responsável apenas pelos aspectos financeiros da cobrança.

### União Europeia
Na União Europeia, a harmonização dos impostos sobre consumo específico foi considerada desde o início. Entretanto, o primeiro obstáculo foi a grande heterogeneidade desses impostos nos diferentes Estados-Membros. O imposto sobre consumo específico foi introduzido na União Europeia pela Diretiva 92/12/CEE do Conselho, de 25 de fevereiro de 1992, relativa ao regime geral, à detenção, à circulação e aos controlos dos produtos sujeitos a impostos especiais de consumo, que entrou em vigor em 1º de janeiro de 1993 com o advento do mercado único. Essa diretiva foi revogada e substituída em 1º de abril de 2010 pela Diretiva 2008/118/CE do Conselho, de 16 de dezembro de 2008, relativa ao regime geral do imposto especial de consumo e que revoga a Diretiva 92/12/CEE. De acordo com a Diretiva, os seguintes produtos estão sujeitos ao imposto de consumo específico:
- Óleos minerais
- Álcool e bebidas alcoólicas
- Tabaco manufaturado

Além disso, a Diretiva permite que os Estados-Membros apliquem impostos sobre consumo específico a produtos que não sejam os mencionados acima, desde que essa tributação não dê origem a formalidades de cruzamento de fronteiras. Devido às diferenças entre os países e à impossibilidade de se chegar a um acordo em que o imposto fosse fixo e igual para todos os países membros, decidiu-se intervir nos impostos sobre consumo específico de duas maneiras. A primeira, estabelecendo uma alíquota mínima igual para todos os países membros e, a segunda, estabelecendo um objetivo de longo prazo para o qual todos os países membros deveriam convergir.
O imposto sobre  consumo específico não se torna exigível até que os produtos sujeitos a impostos sobre consumo específico deixem o entreposto fiscal e sejam removidos das disposições de suspensão associadas. No entanto, para evitar que o imposto sobre consumo específico seja cobrado (e possivelmente reembolsado) toda vez que as mercadorias forem movimentadas durante o comércio, a diretiva também prevê um sistema de movimentação sob um regime de suspensão. Nesse sistema, as mercadorias sujeitas a impostos sobre consumo específico podem ser despachadas de um entreposto fiscal para outro sem a cobrança de impostos sobre consumo específico. Os produtos circulam entre os entrepostos fiscais sob a cobertura de um documento administrativo de acompanhamento (DAA), que é carimbado pela alfândega no país de partida e pela alfândega no país de chegada, de onde é devolvido ao emissor. Atualmente, os movimentos são rastreados eletronicamente por meio do Sistema Eletrônico de Controle de Movimentos de Impostos Especiais de Consumo (EMCS) da Comunidade.
A diretiva também estipula que as pessoas físicas podem pagar o imposto sobre consumo específico no país em que compram os produtos, desde que eles próprios os transportem. Além disso, para evitar o tráfico fraudulento, a diretiva também estabelece que a posse de produtos sujeitos a impostos sobre consumo específicos para fins comerciais em um país dá origem à cobrança do imposto sobre consumo específicos nesse país, mesmo que o imposto já tenha sido pago em outro país. Para determinar o que se entende por fins comerciais, a diretiva estabelece vários critérios, incluindo a quantidade de produtos detidos.  Por fim, a diretiva afirma claramente que, no caso de vendas à distância para pessoas físicas, o imposto sobre consumo específico deve ser pago no país de chegada. Nesses casos, o vendedor é, em princípio, obrigado a pagar o imposto nesse país, mesmo que não esteja estabelecido nele.
Por fim, a diretriz também prevê isenções para produtos destinados à entrega:
- No âmbito das relações diplomáticas e consulares (subsídios diplomáticos)
- Organizações internacionais reconhecidas pelo Estado-Membro anfitrião
- Forças da OTAN

Considerando que os Estados-Membros são livres para estabelecer alíquotas mais altas do que as alíquotas mínimas, podem ser elaboradas diretrizes específicas para cada país sobre:
- Produtos energéticos e eletricidade ;
- Álcool e bebidas alcoólicas ;
- Tabaco manufaturado.

De acordo com dados do Eurostat de 2014, sabe-se que os impostos sobre energia representam, em média, 16% da taxa implícita sobre o consumo e até 50% da receita do imposto sobre consumo específico. O álcool e o tabaco respondem por apenas 8% da taxa implícita sobre o consumo. Como um todo, os impostos sobre consumo representam cerca de 3% do PIB como uma média ponderada para os países que compõem a União Europeia.

## Críticas
Os críticos do imposto sobre consumo específico o interpretaram e o descreveram como sendo simplesmente uma forma de o governo cobrar impostos adicionais e desnecessários da população. A presença de reembolsos de impostos na lista de atividades sujeitas a impostos sobre consumo do Reino Unido tem sido usada para apoiar esse argumento, uma vez que resulta na aplicação de impostos sobre as pessoas, mesmo quando elas normalmente estariam isentas do pagamento de outros tipos de impostos (a razão pela qual elas se qualificam para o reembolso em primeiro lugar).
Além disso, o imposto sobre consumo às vezes se acumula com outros impostos e, em particular, com os impostos alfandegários (exceto no caso de itens isentos de impostos). Se um bem é comprado em um país e depois exportado para outro, o imposto sobre consumo específico deve ser pago quando ele foi fabricado e a alfândega deve ser paga quando ele entra no segundo país; de certa forma, a "criação" do bem foi tributada duas vezes, embora, do ponto de vista do segundo país, ele só tenha passado a existir como um bem tributável na fronteira.
Em alguns países, como o Reino Unido, os impostos sobre consumo específicos geralmente se limitam a produtos de luxo ou que representam um risco à saúde ou à moral, mas esse não é o caso em todos os lugares. A tributação sobre medicamentos, produtos farmacêuticos e equipamentos médicos tem sido uma questão controversa, especialmente nos países em desenvolvimento, devido ao fato de que isso pode fazer com que os preços dos medicamentos e dos procedimentos médicos se tornem inflacionados, mesmo quando potencialmente salvadores de vidas; isso às vezes tem forçado os prestadores de serviços de saúde a limitar o número de operações realizadas.
Em alguns países, as mercadorias que são ilegais também estão sujeitas a impostos sobre consumo específico, e o motivo da evasão fiscal tem sido usado posteriormente para processar os líderes de gangues criminosas, quando não é possível processar a atividade criminosa mais diretamente. Também foi argumentado que, ao tributar substâncias proibidas, alguns estados dos Estados Unidos conseguem obter receitas adicionais. Em alguns casos, a legislação cria um incentivo para que o Estado faça vista grossa a determinadas atividades criminosas, permitindo que os traficantes preservem seu anonimato e, assim, possibilitando que a receita seja coletada sem levar à prisão do criminoso:
Um traficante não é obrigado a fornecer seu nome ou endereço ao comprar selos e o Departamento está proibido de compartilhar qualquer informação relacionada à compra de selos fiscais de drogas com as autoridades policiais ou qualquer outra pessoa.